# Invictus
Инвиктус (енгл. Invictus) је спортска драма из 2009. коју је режирао Клинт Иствуд. Главне улоге тумаче Морган Фримен и Мет Дејмон. Филм је базиран на књизи Playing the Enemy: Nelson Mandela and the Game That Made a Nation Џона Карлина, а говори о догађајима у Јужној Африци пре и током Светског првенства у рагбију 1995. Фримен глуми председника Нелсона Манделу, а Дејмон капитена репрезентације ЈАР у рагбију (Спрингбокс) Франоса Пинара.
Филм се у САД појавио 11. децембра 2009. Наслов Invictus на латинском значи непобедив, али је уједно и наслов песме енглеског песника Вилијама Ернеста Хенлија (1849–1903). Том песмом је Мандела био надахнут да издржи тешке тренутке у затвору, и у филму је даје Пиенару да и њега инспирише.
Филм је добио позитивне критике и био номинован за Оскара за најбољег главног глумца (Фримен) и Најбољу споредну улогу (Дејмон).

## Радња
У фебруару 1990. Мандела је пуштен из затвора, а 4 године касније он побеђује на изборима и постаје први црни председник Јужне Африке. Доласком на то место он се суочава са многим проблемима, а он посебну важност види у предстојећем Светском првенству у рагбију 1995. које ће се одржати управо у Јужноафричкој републици. Њему је то прилика да кроз спорт, играње и навијање споји црнце који су деценијама били изопштени, и белце који су у мањини и који страхују од година власти коју чине већином црнци. Први проблем са којим се суочава Мандела је жеља црнаца да промене боју дресова и химну Спингбокса јер их подсећа на године аутократије.